# 催眠感受性
催眠感受性（hypnotic susceptibility、hypnotisability、hypnotizability），又稱催眠易感性、可催眠性、催眠敏感性，是對一個人受催眠的難易度的衡量，有幾種量表可供使用，最常見的是「哈佛群體催眠感受性量表」和「史丹佛催眠感受性量表」。
顧名思義，哈佛群體催眠感受性量表（Harvard Group Scale，HGSS）主要針對大型人群，而史丹佛催眠感受性量表（ Stanford Hypnotic Susceptibility Scale，SHSS）則針對個人。由於催眠的性質使然，沒有任何量表可以視作完全可靠。有說法認為，如果一個人不想被催眠，那麼他就不會被催眠，所以，一個分數很低的人可能是因為不想被催眠，使得實際的測試平均分數低於原本的程度。

## 催眠深度量表
催眠感受性量表主要是在實驗環境中開發的，更早之前的量表是從臨床實踐中發展而來，為的是根據各種主觀、行為或生理變化推斷「催眠恍惚狀態」（hypnotic trance）的「深度」或「程度」。
蘇格蘭外科醫生詹姆斯·布雷德是引入「催眠」（hypnotism）一詞的人，他試圖以各種方式區分不同程度的催眠狀態。隨後，法國神經學家讓-馬丁·沙可也進行了類似的區分，對催眠狀態分成昏沉等級、夢遊等級和全身僵硬等級。
然而，希波萊特·伯恩海姆（Hippolyte Bernheim）和昂布魯瓦茲-奧古斯特·李厄保（Ambroise-Auguste Liébeault）基於行為、生理和主觀反應的組合，提出了更複雜的催眠「深度」量表，其中一些催眠深度是由直接暗示所引起，另一些則不是。在20世紀的前幾十年，這些早期的臨床「深度」量表被基於實驗研究的更複雜的「催眠感受性」量表所取代。最有影響力的是1930年代開發的戴維斯與赫斯本德量表（Davis & Husband Scale）和弗萊德蘭德和薩賓量表（Friendlander-Sarbin Scale）。

## 催眠感受性量表

### 弗萊德蘭德和薩賓量表
弗萊德蘭德和薩賓量表是史丹佛量表的主要前身，由西奧多·羅伊·薩賓（Theodore R. Sarbin）於1938年開發，由與後續實驗量表中所用的相仿測試項目組成。

### 史丹佛量表
史丹佛量表由安德烈·穆勒·魏茨霍夫（André Muller Weitzenhoffer）和歐內斯特·希爾加德於1959年開發。該量表由A、B 、C三個表格組成，與哈佛群體量表相似，每個表格由12個難度遞增的測試項目組成，通常需要50分鐘才能完成。每個表格由運動和認知任務組成，但各自的既定目標有所不同。管理員會分別對每張表格評分。

#### 表格A
表格A是基於約瑟夫·弗里德蘭德（Joseph Friedlander）和西奧多·薩賓（1938）開發的量表，用於量測催眠感受性，隨著測試項目難度增加而增加分數。分數越高，對催眠的反應越靈敏。在標準化的催眠誘導之後，受到催眠的個體會被給予與下方列表有關的暗示。
|  | 測試項目編號 | 測試暗示和反應      |
|  |              |                     |
|  | 1            | 姿勢改變            |
|  | 2            | 閉上眼睛            |
|  | 3            | 手掌下降 (左手下垂) |
|  | 4            | 手臂固定(右手)      |
|  | 5            | 手指鎖住            |
|  | 6            | 手臂僵硬(左手)      |
|  | 7            | 兩手合掌            |
|  | 8            | 禁聲 (名字)         |
|  | 9            | 幻覺(蒼蠅)          |
|  | 10           | 眼皮鬆塌            |
|  | 11           | 醒後暗示 (換椅子)   |
|  | 12           | 失憶                |

#### 表格B
表格B被設計用於第二階段催眠的實驗，作為表格A的後續。測試項目非常相似，但有所改變（例如在一個特定的測試項目中使用相反的手）。這些改變是為了「防止第一次記憶對特定任務的回憶產生過大的影響......」 

#### 表格C
表格C是在表格A和表格B開發後幾年才建立，收錄了表格B中的一些測試項目，但是加入一些更難的項目，例如「當受試者被選中參加高級測試時，他們需要知道自己有能力經歷更多不同的項目」（pgs v-vi Weitzenhoffer & Hilgard 1962）。在標準化的催眠誘導之後，受到催眠的個體會被給予與下面列表相關的暗示。
|  | 測試項目編號 | 測試暗示和反應      |
|  |              |                     |
|  | 0            | 閉上眼睛（未评分）  |
|  | 1            | 手掌下降 (右手下垂) |
|  | 2            | 兩手分開            |
|  | 3            | 蚊子幻覺            |
|  | 4            | 幻味                |
|  | 5            | 上肢僵硬（右臂）    |
|  | 6            | 夢誘導              |
|  | 7            | 返童現象（学校）    |
|  | 8            | 上肢僵住            |
|  | 9            | 對氨水的嗅覺失靈    |
|  | 10           | 幻聽                |
|  | 11           | 負性幻視 (三盒)     |
|  | 12           | 催眠後失憶          |

更現代的實驗使用像是薄荷之類的香水味取代第9項的氨水。

### 哈佛群體量表
Ronald Shor和Emily Carota Orne於1962年開發了哈佛群體量表。哈佛群體量表由12個難度漸進的測試項目組成（按照心理統計學，難度是由標準樣本中報告經歷過每個特定測試項目的受試者百分比來定義），通常需要大約四十五分鐘才能完成。這些測試項目通常包括運動任務和認知任務，其中運動任務更容易完成。平均分是5分（滿分12分）。但由於該測試是自我評分的，因此對分數的效度提出批評。

#### 催眠誘導概要
赫伯特·斯皮格爾（Herbert Spiegel）首先提出的催眠誘導概要（Hypnotic Induction Profile，HIP）或眼球測試是一種簡單的測試，可以粗略地判斷受試者是否對催眠敏感。要求受試者將他們的眼睛向上轉動，然後測量虹膜和角膜可見的程度。眼睛的這些部分被觀察到的越少，受試者就越容易被催眠。最近的研究發現這些測試與吸引性量表和解離體驗有顯著相關性。

### 其他量表
很多其他的測試並未被廣泛使用，因為這些測試通常被認為不如史丹佛量表和哈佛群體量表可靠。許多專業人士認為，這些測試之所以會得到結果，是因為涉及注意力控制，並且需要一定程度的專心才能被催眠。
正好相反的是，專心是可以是透過使用催眠術誘導的東西，而非用來啟動催眠狀態的「燃料」。

## 敏感性
具有極高催眠感受性的人往往具有催眠之外的獨特特徵。 1981 年，謝爾·威爾遜（Sherl Wilson）和西奧多·巴伯（TX Barber）報告說，他們稱之為「幻想者」（fantasizer）的一群人在具有極高催眠感受性的人之中佔大多數。幻想者表現出一系列特徵，包括：
1. 很多時候在幻想
2. 報告他們的心像與真實知覺一樣生動
3. 對他們的心像有身體反應
4. 最早的童年記憶發生的年齡早於平均
5. 回憶起童年時的「想像中的玩伴」
6. 在父母鼓勵想像游戲的環境中長大[6]

1991 年，迪爾德麗·巴雷特（Deirdre Barrett）檢查了一大群具有極高催眠感受性的人，並證實大約60%的人符合巴伯和威爾遜對幻想者的描述，而40%的人是她所說的「解離者」（dissociater），解離者的特徵如下：
1. 做白日夢大部分時間是在「放空」（Space out），記不住這段時間內發生的事情
2. 最早記憶的發生年齡晚於平均年齡
3. 會被父母嚴厲懲罰，或是經歷過其他童年創傷

幻想者的催眠體驗有與其他想像性活動十分相似的傾向，而解離者則報告稱催眠體驗與他們曾經經歷過的任何事情都不一樣。患有解離性身分疾患的個體在所有臨床群体中具有最高的催眠感受性，其次是患有創傷後壓力症的個體。